# Lohner E
Le Lohner E est un hydravion biplan monocoque de reconnaissance austro-hongrois de la Première Guerre mondiale.